# Triade (Familientherapie)
Eine Triade bezeichnet in der Familientherapie das Beziehungssystem zwischen drei Personen. Dieses System hat seine erste Ausprägung im Leben eines jeden Menschen in der Beziehungskonstellation Vater-Mutter-Kind, also der kleinsten Kernfamilie. Aber auch andere familiäre Beziehungen oder allgemein Beziehungen zwischen drei Personen in Gruppen (Subsystem) beschreiben eine Triade.

## Triade als beschreibendes Modell
Jede Familie besteht aus einer oder mehreren Triaden. Die erste Triade, die ein Mensch erlebt, ist meist Vater-Mutter-Kind. Eine weitere bedeutsame Triade ist Eltern-Kind-Geschwisterkind. In einer vierköpfigen Familie gibt es vier, in einer fünfköpfigen bereits zehn Triaden. Die Mehrgenerationenperspektive liefert weitere Triaden, z. B.: Vater-Mutter-Schwiegermutter, Großmutter-Mutter-Tochter, Bruder des Vaters-Vater-Sohn etc. In Triaden können auch ein unbekanntes Familienmitglied (beispielsweise der unbekannte oder verschollene Vater) oder ein verstorbenes oder nicht geborenes Familienmitglied eine Rolle spielen. Die Varianten sind hochkomplex.
„Triade“ ist eine Betrachtungsweise, ein Modell zur Beschreibung von dynamischen Vorgängen in Beziehungen, Familien und Gruppen. In diesem Sinne gibt es keine „gute“ oder „schlechte“ Triade. Hingegen kann je nach gewähltem Ziel ein bestimmtes Muster in einer Triade mehr oder weniger hilfreich sein, ein bestimmtes Ziel beispielsweise in der Kindererziehung oder in der Entwicklung von Partnerschaften zu erreichen.
Der Begriff stammt von Murray Bowen (1976) und wurde von Salvador Minuchin bekannt gemacht.

## Bedeutung verschiedener Triaden
Triaden – oder genauer: die Erfahrungen in einer Triade – haben eine besondere und grundlegende Bedeutung für die Entwicklung von Werten und Normen sowie für die Entwicklung von Gefühlen und Gefühls- wie Verhaltensmustern. Triaden leben und entwickeln sich nach eigenen Mustern und Regeln. Diese Regeln sind einerseits abhängig vom Typ der Triade (die Triade Vater-Mutter-Kind beinhaltet andere Muster als die Triade Großvater-Vater-Sohn), andererseits von familien- und situationsspezifischen Umständen. Zwischen Vater und Mutter spielt zusätzlich die Familienkultur in der Herkunftsfamilie des Vaters und der der Mutter eine wesentliche Rolle. Bedeutsam ist auch, wie gut es gelingt, die beiden Kulturen zu vereinigen.
Triaden sind immer dynamisch, die Muster, Regeln und Rollen verändern und entwickeln sich. In einer Triade sind immer zwei der Beteiligten etwas stärker verbunden („Paar“, Extrem: Symbiose), der dritte etwas weiter weg (Extrem: „fünftes Rad am Wagen“). Diese Positionen können über lange Zeit konstant sein, aber sie können auch kurzfristig und mehrfach wechseln (Extrem: „Prinzessin“ oder „Schwarzer Peter“).

## Dysfunktionale Triade (Triangulierung)
Triangulierung bezeichnet in der systemischen Therapie (Familientherapie) dysfunktional(e) Beziehung(en) innerhalb einer Dreierkonstellation unter (hierarchisch) Ungleichen gegen einen Dritten, beispielsweise Mitarbeiter und Führungskraft gegen einen anderen. Eine Sonderform ist die „wechselnde Koalition“, also ein abwechselndes Sich-Verbünden von je zweien gegen den dritten. Eine andere Variante ist das Dramadreieck, wobei die Rollen Täter, Opfer und Retter gespielt werden.
Bei einer Triangulierung innerhalb einer Familie erhält ein Kind eine bedeutsame und ungesunde Funktion in einem anderen Subsystem (Elternebene), dem es selbst nicht angehört und die ihm auch nicht angemessen ist.
Beispiel: Die Mutter hat einen Konflikt mit dem Vater und verbündet sich mit der Tochter gegen den Vater. Die Tochter erhält dadurch eine dysfunktionale Rolle im Subsystem Elternpaar. Der eigentliche Konflikt zwischen den Eltern wird gewissermaßen über einen Dritten (hier die Tochter) „umgeleitet“. Hierbei handelt es sich um eine Variante der starren Triade.

### Starre Triade
Der Begriff „Starre Triade“ stammt von Minuchin. Dabei stabilisieren die Eltern ihre Paarbeziehung auf Kosten des Kindes. Zwei Formen werden unterschieden:
Eltern halten zusammen gegen ein „böses“ oder „krankes“ Kind
Der gemeinsame Kampf gegen oder die gemeinsame Fürsorge für ein Kind lenkt von den eigenen Schwierigkeiten in der Paarbeziehung ab. Oder andersherum betrachtet: das Kind „opfert“ sich für die Beziehung der Eltern. Dazu können psychische oder soziale Verhaltensauffälligkeiten genauso genutzt werden wie körperliche Krankheit, Missbildungen, Lernschwierigkeiten, Essstörungen etc.
Ein Elternteil verbündet sich mit dem Kind gegen den anderen Elternteil
Auch: „Perverses Dreieck“ (Jay Haley, 1967), Parentifizierung.
Zwei Angehörige unterschiedlicher Generationen verbünden sich gegen einen Dritten – häufig Mutter und Kind gegen den Vater, manchmal ein chauvinistischer Vater mit dem Sohn gegen die Mutter oder der Stiefvater und ein Kind gegen den leiblichen Vater.
Einer Auflösung einer Triangulierung steht entgegen, wenn Elternteil(e) das Kind „brauchen“ („missbrauchen“), um als Paar/Familie stabil zu bleiben und insofern (unbewusst) an der ungünstigen Triangulierungskonstellation festhalten, womit ein Kind in einen starken Loyalitätskonflikt kommt, weil es sowohl den Vater als auch die Mutter liebt und jetzt von ihm erwartet wird, sich für den einen und gegen den anderen zu „entscheiden“. Das Kind handelt so aus gutem Gewissen gegenüber beispielsweise der Mutter, erlebt aber ein schlechtes Gewissen gegenüber seinem Vater, und fühlt sich in diesem Zusammenhang schuldig.
Wenn beispielsweise die Mutter vom Vater misshandelt wird, wäre es familiendynamisch betrachtet genauso möglich, dass ein Sohn in den Konflikt der Eltern einsteigt, indem er als „Liebesdienst“ an der Mutter für diese unaufgefordert einen „Auftragsmord“ ausführt. Ein solcher Konflikt kann im ungünstigen Fall symbolisch oder real so ausgehen, wie es die Tragödie „König Ödipus“ von Sophokles beschreibt.
Handelt es sich bei jenem Mann der Mutter um den Stiefvater des Sohnes, müsste allerdings differenziert werden – beispielsweise ob der Sohn, unbewusst seinen leiblichen Vater vertretend, die Mutter verteidigt und damit in eine Parentifizierung gerät.

## Vater, Mutter, Kind – das primäre Dreieck
Während in der Psychoanalyse lange Zeit davon ausgegangen wurde, dass für die Entwicklung der Psyche des Kindes primär die Mutter-Kind-Beziehung („symbiotische Beziehung“ nach Margaret Mahler) maßgeblich sei, verwirft der Psychoanalytiker Daniel Stern dieses Konzept und erkennt heute die Triade (Vater, Mutter, Kind) als primäre Einheit der kindlichen Entwicklung.
Eine Forschungsgruppe unter der Leitung von Elisabeth Fivaz-Depeursinge und Antoinette Corboz-Warnery hat triadische Kommunikationsmuster zwischen Eltern und ihren Kindern während der ersten Lebensjahre untersucht. Ab dem dritten Lebensmonat verfüge das Kind über eine „trianguläre Kompetenz.“

## Zirkuläre (triadische) Frage
Statt die Mutter direkt zu fragen, was sie über ihren Sohn denkt, wird die Tochter gefragt, was sie glaubt, was die Mutter über ihren Bruder denkt. Dadurch werden Beziehungsmuster in der Triade offengelegt. Siehe auch: Zirkuläre Frage

## Mathematik
Die Zahl der möglichen Beziehungen und der möglichen Dreiecke nimmt mit der Zahl der beteiligten Personen stark zu. Je größer die Gruppe, desto komplexer werden die Beziehungen. In einer Mehrgenerationenfamilie oder in einem Projektteam sind die Beziehungen nur noch schwer überschaubar.
| Personen | Beziehungen | Dreiecke |
| -------- | ----------- | -------- |
| 1        | -           | -        |
| 2        | 1           | -        |
| 3        | 3           | 1        |
| 4        | 6           | 4        |
| 5        | 10          | 10       |
| 6        | 15          | 20       |
| 7        | 21          | 35       |
| 8        | 28          | 56       |

In der Kombinatorik entsprechen diese Beziehungen Kombinationen ohne Wiederholung:
{\displaystyle Paarbeziehungen={\frac {n(n-1)}{2}}}
{\displaystyle Dreiecksbeziehungen={\frac {n!}{6(n-3)!}}}
{\displaystyle Vielecksbeziehungen={\frac {n!}{k!(n-k)!}}}
„!“ heißt Fakultät und bedeutet: 3! = 1*2*3, 4! = 1*2*3*4, n! = 1*2*..n, speziell:  0! = 1
„n“ ist die Zahl der Personen
„k“ ist die Zahl der Ecken des angenommenen Vielecks
Die Formel für die Vielecke entspricht den Binomialkoeffizienten, die sich am einfachsten rekursiv mit dem Pascalschen Dreieck bestimmen lassen.